# Prolaz Zapuntel
Prolaz Zapuntel är ett sund i Kroatien. Det ligger i den sydvästra delen av landet, 200 km sydväst om huvudstaden Zagreb.